# Castnia juturna
Espèce
Castnia juturna est une espèce de lépidoptères de la famille des Castniidae, de la sous-famille des Castniinae.